# Tell el-Kheleifeh
Koordinaten: 29° 32′ 53″ N, 34° 58′ 36,3″ O
Tell el-Kheleifeh (auch Tell el-Chulefi) ist eine Ausgrabungsstätte am Golf von Akaba auf halber Distanz zwischen dem modernen Eilat und Akaba.
Der Forscher Fritz Frank hielt die Ruinen bei seinen Ausgrabungen im Jahr 1933 für das biblische Ezion-Geber.
Bei seinen Ausgrabungen von 1938 bis 1940 übernahm der Archäologe Nelson Glueck diese These. Er unterschied fünf Siedlungsperioden, die er zwischen dem 10. und dem 5. Jahrhundert v. Chr. datierte.
Gary Pratico legte 1985 eine umfassende Neubewertung der Architekturbefunde und der Keramikfunde vor. Insbesondere bei der Keramik kam er durch vergleichende Untersuchungen mit zahlreichen anderen Fundstellen aus Israel und Jordanien zu einer kürzeren Datierung der Besiedlung. Nach seinen Ergebnissen ist von einer zweiphasigen Besiedlung auszugehen. Dabei handelt es sich um eine Festung aus dem 8. Jahrhundert v. Chr. und in der Folge um eine befestigte Siedlung, die bis zum 6. Jahrhundert v. Chr. bestand.
Die Gleichsetzung mit dem biblischen Ezion-Gezer des 10. Jahrhunderts ist daher nicht zu belegen.